# Список призёров Олимпийских игр по волейболу
Полный список волейболистов, выигрывавших медали на Олимпийских играх в 1964—2024 годах.

## Волейбол

### Мужчины

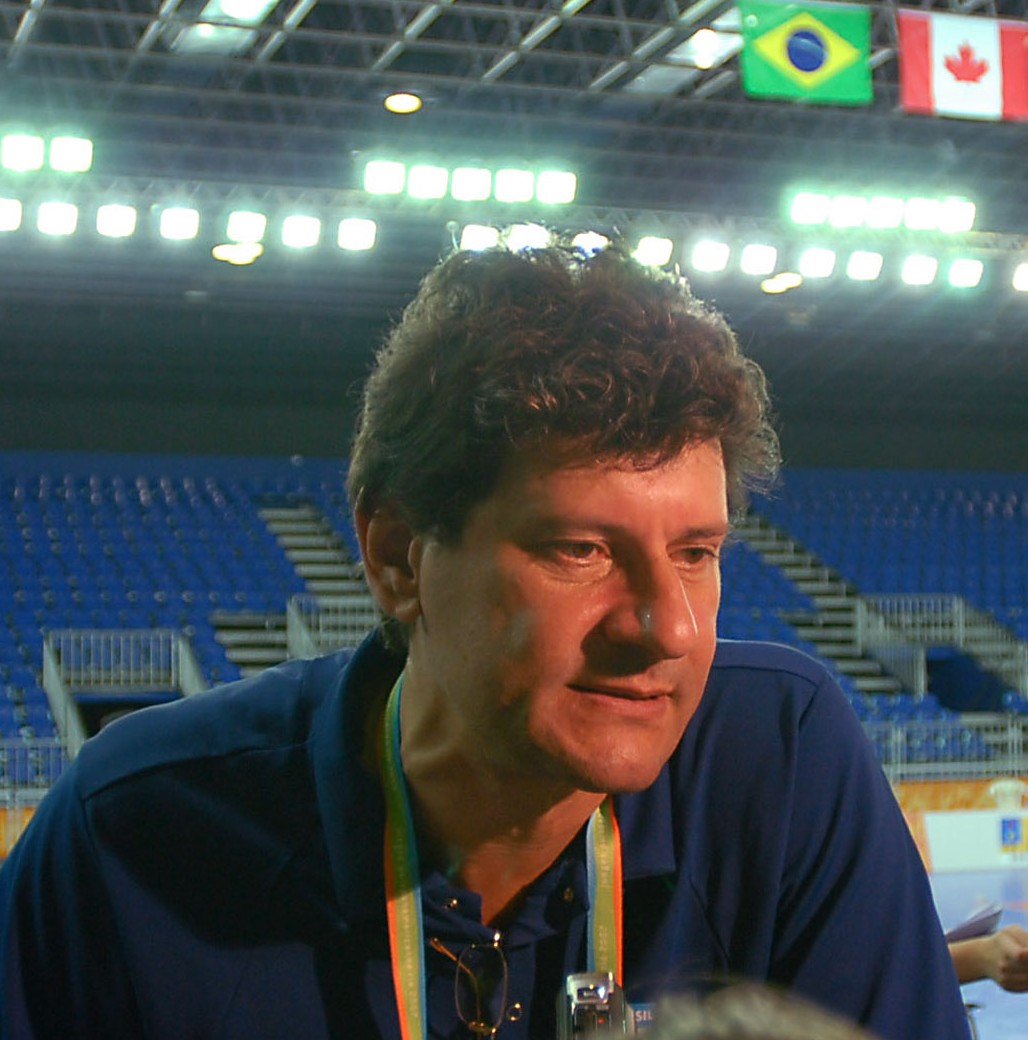
Бразилец Амаури Рибейро выиграл серебро в 1984 году и золото в 1992 году

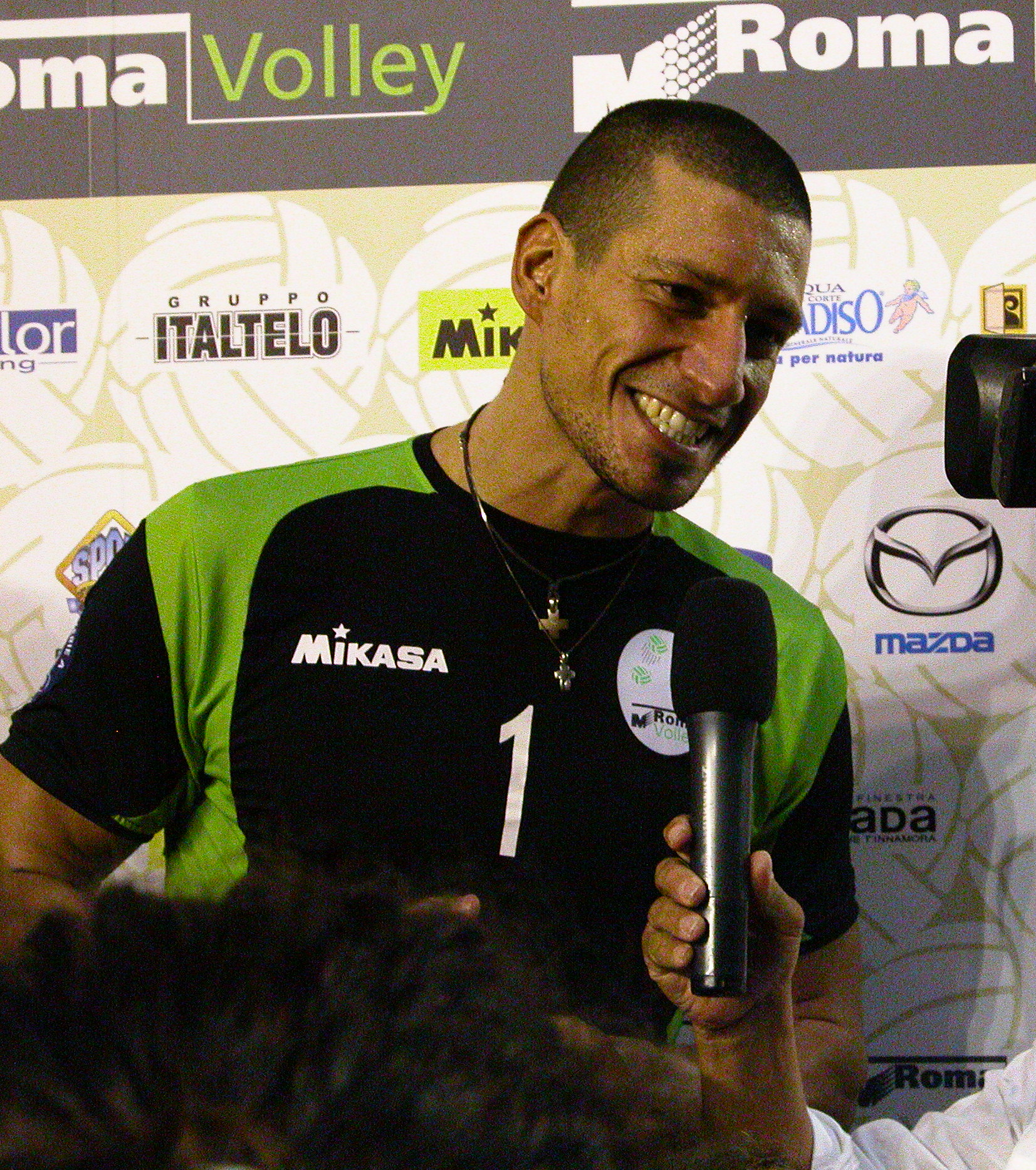
Луиджи Мастранджело — обладатель двух олимпийских медалей в составе сборной Италии

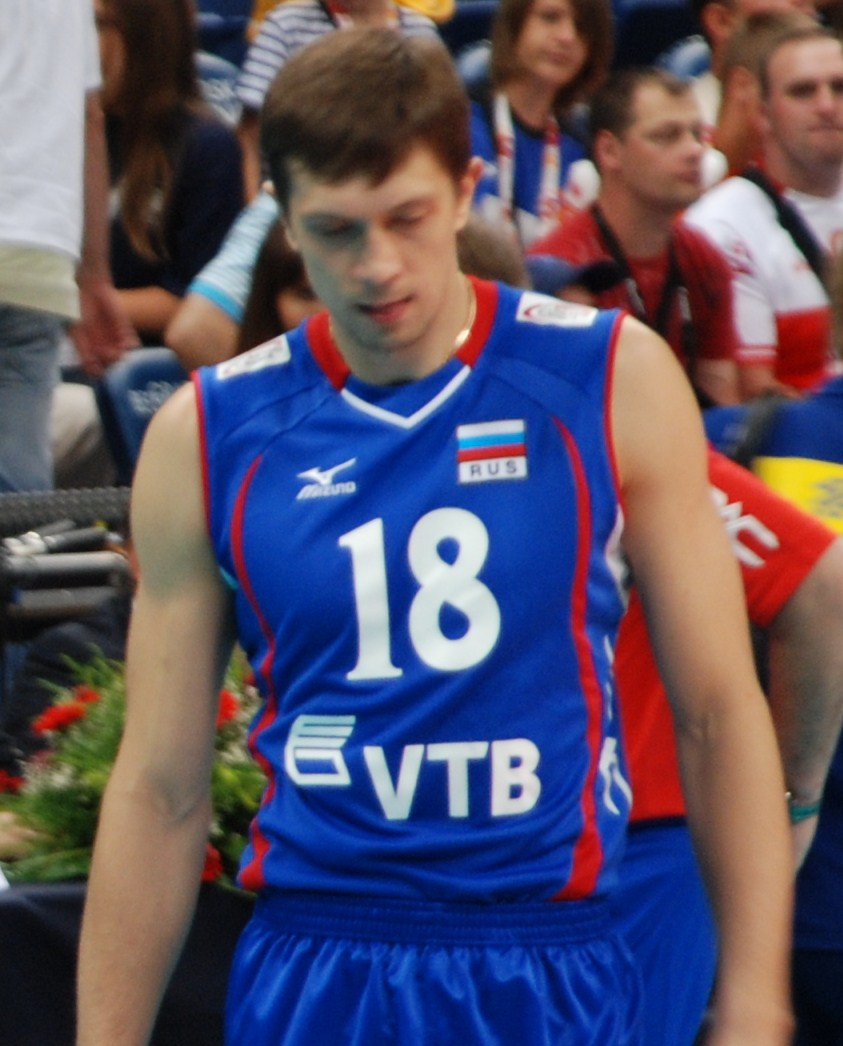
Россиянин Алексей Кулешов — трёхкратный призёр Олимпийских игр

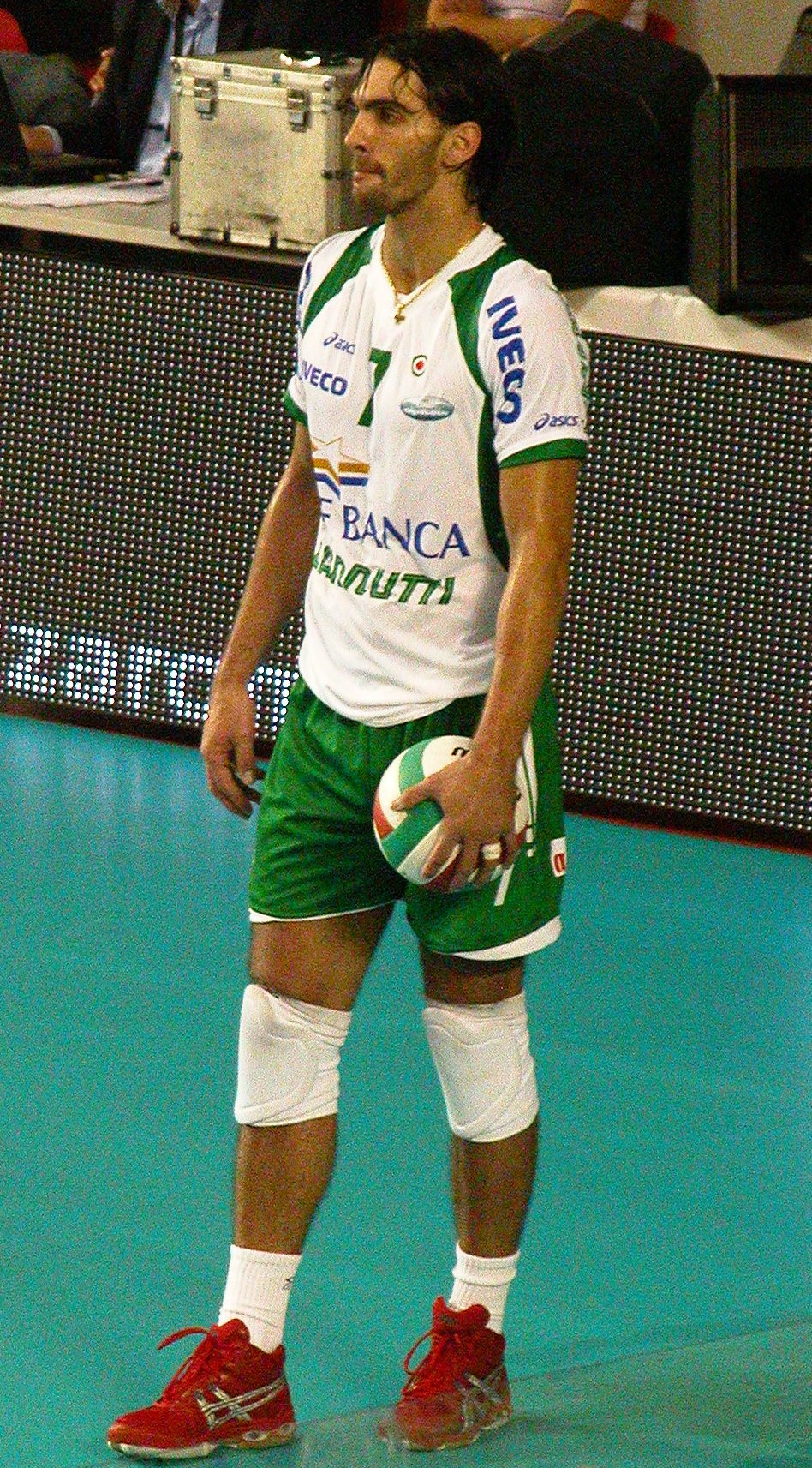
Бразилец Жиба к золоту Афин-2004 прибавил серебро Пекина-2008 и Лондона-2012

|                      | Золото | Серебро | Бронза |
| 1964, Токио          | СССР · Иван Бугаенков · Николай Буробин · Юрий Венгеровский · Дмитрий Воскобойников · Валерий Калачихин · Важа Качарава · Виталий Коваленко · Станислав Люгайло · Георгий Мондзолевский · Юрий Поярков · Эдуард Сибиряков · Юрий Чесноков | Чехословакия · Богумил Голиан · Зденек Гумгал · Петр Коп · Йозеф Лабуда · Йозеф Мусил · Карел Паулус · Борис Перушич · Ладислав Томан · Милан Чуда · Павел Шенк · Вацлав Шмидл · Йозеф Шорм                                                   | Япония · Ютака Дэмати · Наохиро Икэда · Тосиаки Косэдо · Цутому Кояма · Масаюки Минами · Тэрухиса Морияма · Юдзо Накамура · Кацутоси Нэкода · Ясутака Сато · Садатоси Сугахара · Такэси Токутоми · Токихико Хигути               |
| 1968, Мехико         | СССР · Олег Антропов · Владимир Беляев · Иван Бугаенков · Владимир Иванов · Валерий Кравченко · Евгений Лапинский · Василиюс Матушевас · Виктор Михальчук · Георгий Мондзолевский · Юрий Поярков · Эдуард Сибиряков · Борис Терещук       | Япония · Тадаёси Ёкота · Наохиро Икэда · Кэндзи Кимура · Исао Коидзуми · Масаюки Минами · Ясуаки Мицумори · Дзюнго Морита · Кацутоси Нэкода · Сэйдзи Око · Тэцуо Сато · Кэндзи Симаока · Мамору Сирагами                                      | Чехословакия · Богумил Голиан · Зденек Грёссел · Любомир Зайишек · Петр Коп · Драгомир Коуделка · Йозеф Мусил · Владимир Петлак · Антонин Прохазка · Иржи Свобода · Йозеф Смолка · Франтишек Сокол · Павел Шенк                  |
| 1972, Мюнхен         | Япония · Тадаёси Ёкота · Кэндзи Кимура · Масаюки Минами · Дзюнго Морита · Юдзо Накамура · Кацутоси Нэкода · Тэцуо Нисимото · Ясухиро Ногути · Сэйдзи Око · Тэцуо Сато · Кэндзи Симаока · Ёсихидэ Фукао                                    | ГДР · Вольфганг Вебнер · Вольфганг Вайзе · Вольфганг Лёве · Вольфганг Майбом · Юрген Мауне · Хорст Петер · Экехард Питч · Хорст Хаген · Райнер Чарке · Зигфрид Шнайдер · Арнольд Шульц · Руди Шуман                                           | СССР · Виктор Борщ · Вячеслав Домани · Леонид Зайко · Владимир Кондра · Валерий Кравченко · Евгений Лапинский · Владимир Паткин · Юрий Поярков · Владимир Путятов · Александр Сапрыкин · Юрий Старунский · Ефим Чулак            |
| 1976, Монреаль       | Польша · Бронислав Бебель · Рышард Босек · Томаш Вуйтович · Веслав Гавловский · Збигнев Зажицкий · Марек Карбаж · Лех Ласко · Збигнев Любеевский · Мирослав Рыбачевский · Влодзимеж Садальский · Эдвард Скорек · Влодзимеж Стефаньский    | СССР · Владимир Дорохов · Александр Ермилов · Вячеслав Зайцев · Владимир Кондра · Олег Молибога · Анатолий Полищук · Александр Савин · Павел Селиванов · Юрий Старунский · Владимир Уланов · Владимир Чернышёв · Ефим Чулак                   | Куба · Рауль Вильчес · Виктор Гарсия · Диего Лапера · Леонель Маршалл · Эрнесто Мартинес · Лоренсо Мартинес · Хорхе Перес Венто · Антонио Родригес · Хесус Савинье · Карлос Салас · Викториано Сармьентос · Альфредо Фигередо    |
| 1980, Москва         | СССР · Владимир Дорохов · Александр Ермилов · Вячеслав Зайцев · Владимир Кондра · Валерий Кривов · Фёдор Лащёнов · Вильяр Лоор · Олег Молибога · Юрий Панченко · Александр Савин · Павел Селиванов · Владимир Чернышёв                    | Болгария · Йордан Ангелов · Эмил Вылчев · Стоян Гунчев · Димитр Димитров · Стефан Димитров · Димитр Златанов · Христо Илиев · Петко Петков · Каспар Симеонов · Христо Стоянов · Митко Тодоров · Цано Цанов                                    | Румыния · Дан Гырляну · Лауренцу Думэною · Мариус Ката-Китига · Вальер-Корнелиу Кифу · Сорин Макавей · Виорел Манолэ · Флорин Мина · Корнелиу Орос · Николае Поп · Константин Стеря · Нику Стоян · Гюнтер Энеску                 |
| 1984, Лос-Анджелес   | США · Крэйг Бак · Алдис Берзинс · Марк Валдье · Дуглас Дворак · Ричард Дувелу · Карч Кирай · Крис Марлоу · Патрик Пауэр · Пол Сандерленд · Дэйв Сандерс · Стивен Сэлмон · Стив Тиммонс                                                    | Бразилия · Фернандо д’Авила · Ренан даль Зотто · Домингос Нето · Марио Нето · Вильям Карвальо · Жозе Монтанаро · Руй Насименто · Бернард Райзман · Амаури Рибейро · Антонио Рибейро · Бернардо Резенде · Маркус Фрейри                        | Италия · Франко Бертоли · Паоло Векки · Фабио Вулло · Франческо Даль’Олио · Джанкарло Даметто · Джованни Ланфранко · Андреа Луккетта · Пьер Луккетта · Гвидо Луиджи · Марко Негри · Пьеро Ребауденго · Джованни Эррикьелло       |
| 1988, Сеул           | США · Крэйг Бак · Карч Кирай · Риччи Лайтис · Дуглас Пати · Джон Рут · Дэйв Сандерс · Эрик Сато · Роберт Ствртлик · Джефф Сторк · Трой Таннер · Стив Тиммонс · Скотт Форчун                                                               | СССР · Ярослав Антонов · Раймонд Вилде · Вячеслав Зайцев · Евгений Красильников · Андрей Кузнецов · Валерий Лосев · Юрий Панченко · Игорь Рунов · Юрий Сапега · Александр Сороколет · Владимир Шкурихин · Юрий Чередник                       | Аргентина · Хавьер Вебер · Алехандро Диз · Клаудио Зулинелло · Вальдо Кантор · Даниэль Кастельяни · Рауль Кирога · Даниэль Колла · Эстебан Мартинес · Хуан Коминетти · Уго Конте · Эстебан да Пальма                             |
| 1992, Барселона      | Бразилия · Джоване Гавио · Антонио Гувейа (Карлан) · Жанелсон Карвальо · Дуглас Кьяротти · Маурисио Лима · Марсело Негран · Талмо Оливейра · Амаури Рибейро · Алешандре Самуэл (Танде) · Андре Феррейра (Пампа) · Жорже Эдсон             | Нидерланды · Эдвин Бенне · Петер Бланже · Рональд Будри · Олаф ван дер Мёлен · Мартин ван дер Хорст · Рон Зверфер · Рональд Зодсма · Марко Клок · Ян Постума · Авитал Селинджер · Мартин Теффер · Хенк-Ян Хелд                                | США · Брайан Айви · Ник Беккер · Карлон Брисено · Даниэль Гринбаум · Дуглас Парти · Роберт Самуэльсон · Эрик Сато · Роберт Ствртлик · Джеффри Сторк · Стив Тиммонс · Скотт Форчун · Брент Хильярд                                |
| 1996, Атланта        | Нидерланды · Петер Бланже · Бас ван де Гор · Майк ван де Гор · Олоф ван дер Мёлен · Гёйдо Гёртзен · Роб Граберт · Рон Зверфер · Миша Латухихин · Ян Постума · Брехт Роденбург · Рихард Схёйл · Хенк-Ян Хелд                               | Италия · Лоренцо Бернарди · Вигор Боволента · Марко Браччи · Андреа Гардини · Паскуале Гравина · Андреа Джани · Андреа Дзордзи · Лука Кантагалли · Марко Меони · Самуэле Папи · Андреа Сарторетти · Паоло Тофоли                              | Югославия · Владимир Батез · Горан Вуевич · Деян Брджович · Андрия Герич · Владимир Грбич · Никола Грбич · Джордже Джурич · Райко Йоканович · Слободан Ковач · Дьюла Мештер · Жарко Петрович · Желько Танаскович                 |
| 2000, Сидней         | Югославия · Владимир Батез · Слободан Бошкан · Горан Вуевич · Игор Вушурович · Владимир Грбич · Никола Грбич · Андрия Герич · Слободан Ковач · Васа Миич · Дьюла Мештер · Иван Милькович · Велько Петкович                                | Россия · Александр Герасимов · Валерий Горюшев · Алексей Казаков · Алексей Кулешов · Евгений Митьков · Руслан Олихвер · Илья Савельев · Сергей Тетюхин · Константин Ушаков · Вадим Хамутцких · Игорь Шулепов · Роман Яковлев                  | Италия · Марко Браччи · Андреа Гардини · Паскуале Гравина · Андреа Джани · Мирко Корсано · Луиджи Мастранджело · Марко Меони · Самуэле Папи · Симоне Розальба · Андреа Сарторетти · Паоло Тофоли · Алессандро Феи                |
| 2004, Афины          | Бразилия · Данте Амарал · Налберт Битенкорт · Джоване Гавио · Рикардо Гарсия · Жилберто Годой (Жиба) · Маурисио Лима · Андре Насименто · Андерсон Родригес · Родриго Сантана (Родриган) · Сержио Сантос · Андре Эллер · Густаво Эндрес    | Италия · Валерио Вермильо · Андреа Джани · Паоло Коцци · Луиджи Мастранджело · Самуэле Папи · Дамиано Пиппи · Андреа Сарторетти · Венчеслав Симеонов · Паоло Тофоли · Матей Чернич · Альберто Чизолла · Алессандро Феи ·                      | Россия · Павел Абрамов · Сергей Баранов · Алексей Вербов · Станислав Динейкин · Андрей Егорчев · Алексей Казаков · Александр Косарев · Алексей Кулешов · Сергей Тетюхин · Константин Ушаков · Вадим Хамутцких · Тарас Хтей       |
| 2008, Пекин          | США · Ллой Болл · Габриэль Гарднер · Дэвид Ли · Ричард Лэмбурн · Райан Миллар · Уильям Придди · Шон Руни · Райли Сэлмон · Клейтон Стэнли · Скотт Тузински · Кевин Хансен · Томас Хофф                                                     | Бразилия · Данте Амарал · Жилберто Годой (Жиба) · Андре Насименто · Бруно Резенде · Андерсон Родригес · Родриго Сантана (Родриган) · Сержио Сантос · Самуэль Фукс · Марсело Элгартен · Андре Эллер · Густаво Эндрес · Мурило Эндрес           | Россия · Юрий Бережко · Алексей Вербов · Александр Волков · Сергей Гранкин · Александр Корнеев · Александр Косарев · Алексей Кулешов · Максим Михайлов · Алексей Остапенко · Семён Полтавский · Сергей Тетюхин · Вадим Хамутцких |
| 2012, Лондон         | Россия · Николай Апаликов · Юрий Бережко · Александр Бутько · Александр Волков · Сергей Гранкин · Дмитрий Ильиных · Максим Михайлов · Дмитрий Мусэрский · Алексей Обмочаев · Александр Соколов · Сергей Тетюхин · Тарас Хтей              | Бразилия · Тьяго Алвес · Данте Амарал · Леандро Виссотто · Рикардо Гарсия · Жилберто Годой (Жиба) · Уоллес Де Соуза · Лукас Сааткамп · Бруно Резенде · Родриго Сантана (Родриган) · Сержио Сантос · Сидней дос Сантос (Сидан) · Мурило Эндрес | Италия · Андреа Бари · Эмануэле Бирарелли · Данте Бонинфанте · Андреа Джови · Иван Зайцев · Михал Ласко · Луиджи Мастранджело · Самуэле Папи · Симоне Пароди · Кристиан Савани · Драган Травица · Алессандро Феи                 |
| 2016, Рио-де-Жанейро | Бразилия · Уильям Аржона · Маурисио Боржес · Эвандро Герра · Уоллес Де Соуза · Эдер Карбонера · Рикардо Лукарелли · Лукас Сааткамп · Бруно Резенде · Сержио Сантос · Дуглас Соуза · Маурисио Соуза · Луис Фонтелес (Липе)                 | Италия · Олег Антонов · Эмануэле Бирарелли · Симоне Бути · Лука Веттори · Симоне Джаннелли · Иван Зайцев · Массимо Колачи · Филиппо Ланца · Маттео Пьяно · Сальваторе Россини · Даниэле Соттиле · Османи Хуанторена                           | США · Мэттью Андерсон · Мика Кристенсон · Дэвид Ли · Уильям Придди · Аарон Рассел · Тейлор Сандер · Дэвид Смит · Мёрфи Трой · Максвелл Холт · Кавика Шоджи · Эрик Шоджи · Томас Яшке                                             |
| 2020, Токио          | Франция · Антуан Бризар · Стефан Буайе · Дэрил Бюльтор · Женя Гребенников · Тревор Клевено · Николя Ле Гофф · Ясин Луати · Эрвин Нгапет · Жан Патри · Кевин Тийи · Бенжамен Тоньютти · Бартелеми Шиненьез                                 | ОКР · Денис Богдан · Дмитрий Волков · Артём Вольвич · Валентин Голубев · Егор Клюка · Игорь Кобзарь · Ильяс Куркаев · Максим Михайлов · Павел Панков · Ярослав Подлесных · Виктор Полетаев · Иван Яковлев                                     | Аргентина · Сантьяго Данани · Лучано Де Чекко · Факундо Конте · Агустин Лосер · Бруно Лима · Николас Мендес · Эсекьель Паласиос · Федерико Перейра · Кристиан Поглаен · Мартин Рамос · Матиас Санчес · Себастьян Соле            |
| 2024, Париж          | Франция · Антуан Бризар · Женя Гребенников · Кантен Жуффруа · Тревор Клевено · Николя Ле Гофф · Ясин Луати · Эрвин Нгапет · Жан Патри · Кевин Тийи · Бенжамен Тоньютти · Тео Фор · Бартелеми Шиненьез                                     | Польша · Матеуш Бенек · Бартломей Болондзь · Павел Заторский · Лукаш Качмарек · Якуб Кохановский · Бартош Курек · Вильфредо Леон · Гжегож Ломач · Камиль Семенюк · Александр Сливка · Томаш Форналь · Норберт Хубер · Марцин Януш             | США · Тейлор Аверилл · Мэттью Андерсон · Джеффри Джендрик · Тори Дефалько · Мика Кристенсон · Мика Ма'а · Гаррет Муагутутия · Аарон Расселл · Дэвид Смит · Максвелл Холт · Эрик Шоджи · Томас Яшке                               |

### Женщины

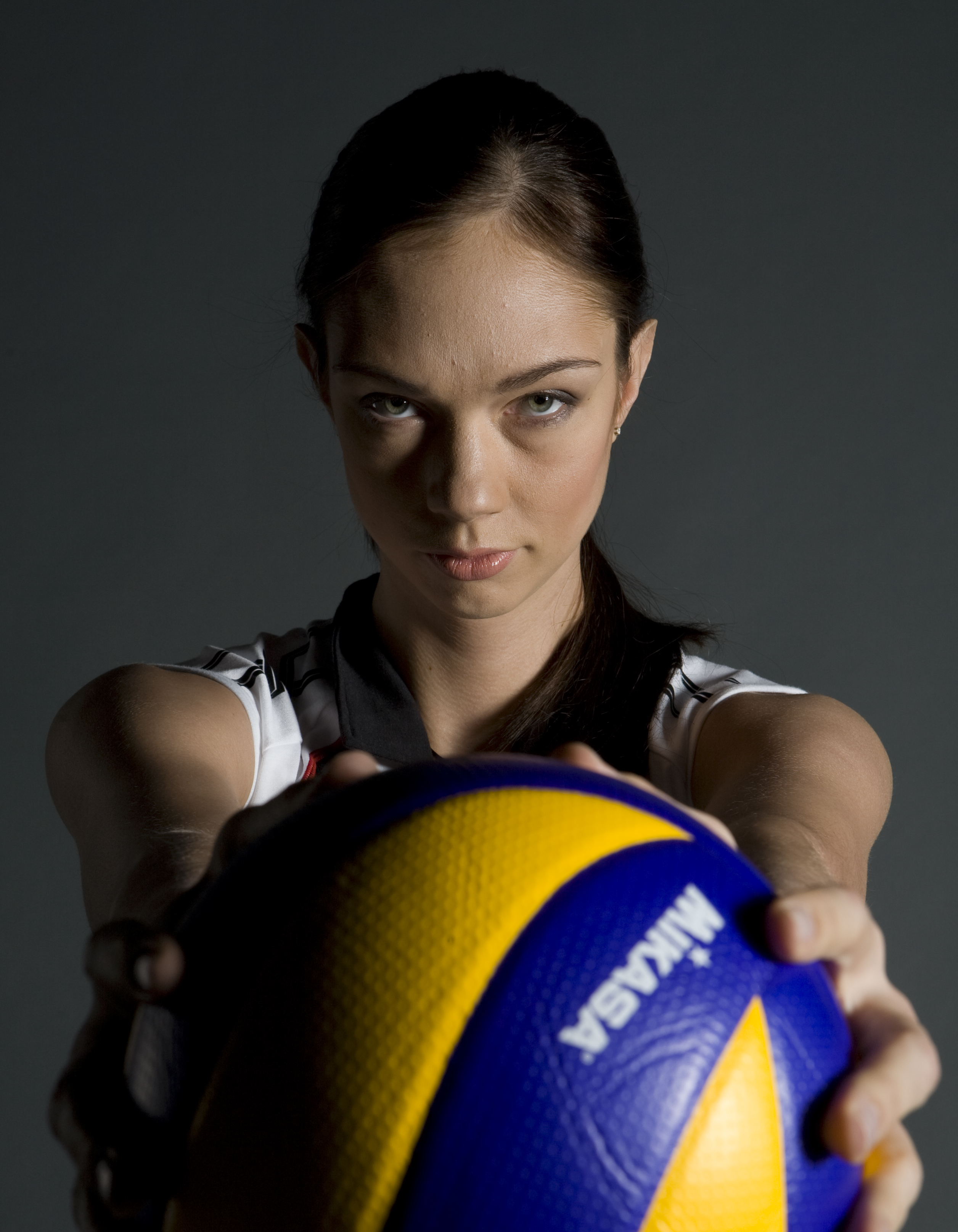
Екатерина Гамова — двукратный серебряный медалист Олимпийских игр

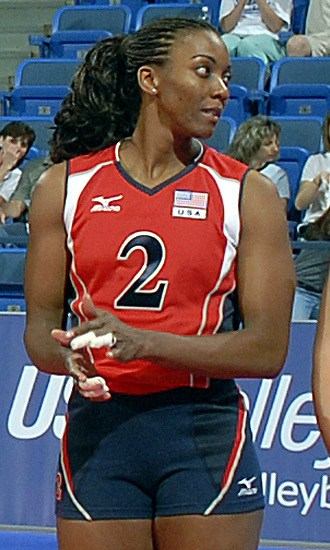
Даниэль Скотт-Арруда — участница пяти Олимпиад, серебряный призёр Игр в Пекине-2008 и Лондоне-2012

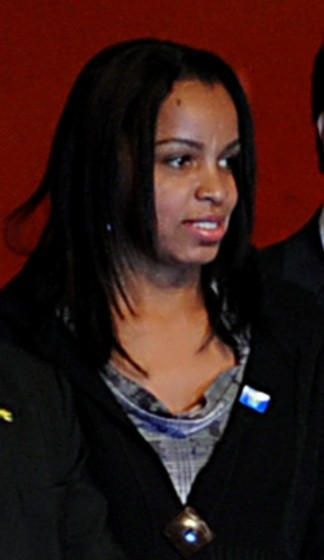
Фофан — победительница и двукратный бронзовый медалист Олимпийских игр, участвовала в пяти Олимпиадах

|                      | Золото | Серебро | Бронза |
| 1964, Токио          | Япония · Сата Исобэ · Масаэ Касай · Масако Кондо · Ёсико Мацумура · Кацуми Мацумура · Эмико Миямото · Сэцуко Сасаки · Аяно Сибуки · Ёко Синодзаки · Кинуко Танида · Юко Фудзимото · Юрико Ханда                                                                                                | СССР · Нелли Абрамова · Астра Билтауэр · Людмила Булдакова · Людмила Гуреева · Валентина Каменёк · Марита Катушева · Нинель Луканина · Валентина Мишак · Татьяна Рощина · Антонина Рыжова · Инна Рыскаль · Тамара Тихонина                                                       | Польша · Ханна-Кристина Буш · Мария Голимовская · Данута Кордачук-Вагнер · Кристина Крупа · Юзефа Ледвиг · Ядвига Марко · Ядвига Рутковская · Мария Сливка · Барбара Хермель · Кристина Чайковская · Зофья Щенсневская · Кристина Якубовская                                               |
| 1968, Мехико         | СССР · Людмила Булдакова · Татьяна Вейнберга · Валентина Виноградова · Вера Галушка · Вера Лантратова · Галина Леонтьева · Людмила Михайловская · Татьяна Поняева · Инна Рыскаль · Роза Салихова · Татьяна Сарычева · Нина Смолеева                                                            | Япония · Сэцуко Ёсида · Тоёко Ивахара · Сэцуко Иноуэ · Юко Касахара · Юкиё Кодзима · Сумиэ Оинума · Айко Онодзава · Куниэ Сисикура · Судзуэ Такаяма · Сатико Фукунака · Макико Фурукава · Кэйко Хама                                                                             | Польша · Халина Ашкелович · Ванда Веха · Кристина Крупа · Ядвига Марко-Ксёнжек · Юзефа Ледвиг · Кристина Остроменцкая · Эльжбета Пожец · Барбара Хермель-Немчик · Лидия Хмельницкая · Кристина Чайковская · Зофья Щенсневская · Кристина Якубовская                                        |
| 1972, Мюнхен         | СССР · Людмила Борозна · Людмила Булдакова · Татьяна Гонобоблева · Вера Дуюнова (Галушка) · Наталья Кудрева · Галина Леонтьева · Инна Рыскаль · Роза Салихова · Татьяна Сарычева · Нина Смолеева · Татьяна Третьякова (Поняева) · Любовь Тюрина                                                | Япония · Тоёко Ивахара · Такако Иида · Кацуми Мацумура · Марико Окамото · Сумиэ Оинума · Сэйко Симакагэ · Митико Сиокава · Такако Сираи · Макико Фурукава · Кэйко Хама · Яэко Ямадзаки · Норико Ямасита                                                                          | КНДР · Ём Чхон Джа · Кан Ок Сон · Ким Джон Бок · Ким Ён Джа · Ким Мён Сук · Ким Су Дэ · Ли Чхон Ок · Пэк Мён Сук · Хван Хе Сук · Чан Ок Лим · Чон Ок Джин |
| 1976, Монреаль       | Япония · Юко Аракида · Дзюри Ёкояма · Марико Ёсида · Такако Иида · Кацуко Канэсака · Киёми Като · Этико Маэда · Норико Мацуда · Марико Окамото · Такако Сираи · Сёко Такаянаги · Хироми Яно | СССР · Лариса Берген · Ольга Козакова · Наталья Кушнир · Нина Мурадян · Лилия Осадчая · Анна Ростова · Любовь Рудовская · Инна Рыскаль · Нина Смолеева · Людмила Чернышёва · Людмила Щетинина · Зоя Юсова                                                                        | Республика Корея · Ли Сун Бок · Ли Сун Ок · Ма Гым Джа · Пак Ми Гым · Пён Гён Джа · Пэк Мён Сон · Чан Хе Сук · Чо Хе Джон · Чон Сун Ок · Ю Гён Хва · Ю Джон Хе · Юн Ён Нэ |
| 1980, Москва         | СССР · Елена Андреюк · Елена Ахаминова · Светлана Бадулина · Любовь Козырева · Лидия Логинова · Ирина Макогонова · Светлана Никишина · Лариса Павлова · Надежда Радзевич · Наталья Разумова · Ольга Соловова · Людмила Чернышёва                                                               | ГДР · Катарина Буллин · Кристин Вальтер-Мумхардт · Анке Вестендорф · Уте Кострцева · Хайке Леманн · Карин Пюшель · Карла Роффайс · Бригитте Фетцер · Андреа Хайм · Барбара Чекалла · Мартина Шмидт · Анетте Шульц                                                                | Болгария · Цветана Божурина · Верка Борисова · Майя Георгиева · Маргарита Герасимова · Таня Гогова · Росица Димитрова · Таня Димитрова · Румяна Кайшева · Сильвия Петрунова · Галина Станчева · Анка Узунова · Валентина Харалампиева                                                      |
| 1984, Лос-Анджелес   | Китай · Лан Пин · Ли Яньцзюнь · Лян Янь · Сюй Хуэйцзюань · Хоу Юйчжу · Цзян Ин · Чжан Жунфан · Чжоу Сяолань · Чжу Лин · Чжэн Мэйчжу · Ян Силань · Ян Сяоцзюнь | США · Каролин Беккер · Джанна Бипре · Паула Вейсхофф · Джулия Воллертсен · Сузан Вудстра · Дебби Грин · Рита Крокетт · Роза Мэджерс · Кимберли Раддинс · Лаура Флашмейер · Фло Химан · Линда Чисхольм                                                                            | Япония · Кёко Исида · Ёко Кагабу · Юко Мицуя · Кэйко Миядзима · Кимиэ Морита · Куми Накада · Эмико Одака · Сатико Отани · Каёко Сугияма · Нориэ Хиро · Миёко Хиросэ · Юми Эгами |
| 1988, Сеул           | СССР · Елена Волкова · Светлана Корытова · Татьяна Крайнова · Ольга Кривошеева · Марина Кумыш · Марина Никулина · Елена Овчинникова · Валентина Огиенко · Ирина Пархомчук · Татьяна Сидоренко · Ирина Смирнова · Ольга Шкурнова                                                                | Перу · Мириам Гальярдо · Роса Гарсия · Алехандра де ла Герра · Наталия Малага · Катерин Орни · Габриэла Перес дель Солар · Луиса Сервера · Сесилия Тайт · Джина Торреальва · Сенаида Урибе · Дениссе Фахардо · Соня Эредия                                                       | Китай · Ван Яцзюнь · Ли Гоцзюнь · Ли Юэмин · Су Хуйцзюань · У Дань · Хоу Юйчжу · Цзян Ин · Цуй Юнмэй · Чжао Хун · Чжэн Мэйчжу · Ян Силань · Ян Сяоцзюнь |
| 1992, Барселона      | Куба · Регла Белл · Идальмис Гато · Лилия Искьердо · Мерседес Кальдерон · Магалис Карвахаль · Марленис Коста · Норка Латамблет · Мирея Луис · Таня Ортис · Регла Торрес · Раиса О’Фаррилл · Ана Ибис Фернандес                                                                                 | Объединённая команда · Евгения Артамонова · Елена Батухтина · Светлана Василевская · Ирина Ильченко · Светлана Корытова · Галина Лебедева · Татьяна Меньшова · Наталья Морозова · Валентина Огиенко · Марина Панкова · Татьяна Сидоренко · Елена Чебукина                        | США · Пола Вайсхофф · Карен Кемнер · Джанет Коббс · Тара Кросс-Бэттл · Тэмми Лили · Рут Лоуэнсон · Йоко Зеттерлунд · Кимберли Оден · Элайна Оден · Тоня Сандерс · Лайэн Сато · Лори Эндикотт                                                                                               |
| 1996, Атланта        | Куба · Таисмари Агуэро · Регла Белл · Идальмис Гато · Лилия Искьердо · Магалис Карвахаль · Марленис Коста · Мирея Луис · Юмилка Руис · Регла Торрес · Раиса О’Фаррилл · Ана Ибис Фернандес · Мирка Франсия                                                                                     | Китай · Ван И · Ван Лина · Ван Цзылин · Ву Юнмэй · Лай Явэнь · Ли Янь · Лю Сяонин · Пань Вэньли · Сунь Юэ · Хэ Ци · Цуй Юнмэй · Чжу Юньин | Бразилия · Ана Алварес (Ида) · Лейла Баррос · Эриклея Бодзяк (Филу) · Фернанда Вентурини · Вирна Диас · Илма Калдейра · Марсия Кунья (Марсия Фу) · Ана Мозер · Ана Паула · Ана Флавия Санглард · Элия Соуза (Фофан) · Сандра Суруаги                                                       |
| 2000, Сидней         | Куба · Таисмари Агуэро · Сойла Баррос · Регла Белл · Идальмис Гато · Лилия Искьердо · Марленис Коста · Мирея Луис · Юмилка Руис · Марта Санчес · Регла Торрес · Ана Ибис Фернандес · Мирка Франсия                                                                                             | Россия · Евгения Артамонова · Анастасия Беликова · Елена Василевская · Екатерина Гамова · Елена Година · Татьяна Грачёва · Наталья Морозова · Ольга Поташова · Инесса Саргсян · Елизавета Тищенко · Елена Тюрина · Любовь Шашкова                                                | Бразилия · Лейла Баррос · Вирна Диас · Эрика Коимбра · Жанина Консейсан · Рикарда Лима · Катя Лопес · Валевска Оливейра · Элисанжела Оливейра · Карин Родригес · Ракел да Силва · Элия Соуза (Фофан) · Кели Фрага                                                                          |
| 2004, Афины          | Китай · Чжан Юэхун · Чжао Жуйжуй · Фэн Кунь · Ван Лина · Ли Шань · Лю Яньань · Чжан На · Сун Нина · Чжан Пин · Чжоу Сухун · Ян Хао · Чэнь Цзин | Россия · Евгения Артамонова · Екатерина Гамова · Александра Коруковец · Ольга Николаева · Елена Плотникова · Наталья Сафронова · Любовь Соколова · Ирина Тебенихина · Елизавета Тищенко · Елена Тюрина · Ольга Чуканова · Марина Шешенина                                        | Куба · Сойла Баррос · Росир Кальдерон · Нэнси Каррильо · Майбелис Мартинес · Лиана Меса · Анньяра Муньос · Яйма Ортис · Дайми Рамирес · Юмилка Руис · Марта Санчес · Ма Тельес · Ана Ибис Фернандес                                                                                        |
| 2008, Пекин          | Бразилия · Каролина Албукерке (Карол) · Велисса Гонзага (Сасса) · Жаклин Карвальо · Шейла Кастро · Фабиана Клаудино · Валеска Менезис (Валескинья) · Таиса Дахер ди Менезис · Валевска Оливейра · Фабиана ди Оливейра (Фаби) · Паула Пекено · Элия Соуза (Фофан) · Марианне Штейнбрехер (Мари) | США · Робин А Моу-Сантос · Линдси Берг · Хизер Боун · Кимберли Гласс · Дженнифер Джойнс · Николь Дэвис · Огонна Ннамани · Стейси Сикора · Даниэль Скотт-Арруда · Логан Том · Ким Уиллуби · Тайиба Ханиф                                                                          | Китай · Чжао Жуйжуй · Ван Имэй · Фэн Кунь · Вэй Цююэ · Чжоу Сухун · Сюэ Мин · Ян Хао · Ли Цзюань · Чжан На · Ма Юньвэнь · Сюй Юньли · Лю Яньань |
| 2012, Лондон         | Бразилия · Тандара Кайшета · Жаклин Карвальо · Шейла Кастро · Фабиана Клаудино · Дани Линс · Таиса Дахер ди Менезис · Фабиана ди Оливейра (Фаби) · Паула Пекено · Наталия Перейра · Фернанда Родригис (Фе Гарай) · Аденизия Силва · Фернанда Феррейра (Фернандинья)                            | США · Фолуке Акинрадево · Линдси Берг · Джордан Ларсон · Тамари Миясиро · Даниэла Скотт-Арруда · Николь Дэвис · Логан Том · Кортни Томпсон · Тайиба Ханиф-Парк · Криста Хармотто · Меган Ходж · Дестини Хукер                                                                    | Япония · Эрика Араки · Хитоми Накамити · Каори Иноуэ · Майко Кано · Саори Кимура · Ай Отомо · Саори Сакода · Юко Сано · Риса Синнабэ · Ёсиэ Такэсита · Май Ямагути · Юкико Эбата |
| 2016, Рио-де-Жанейро | Китай · Вэй Цююэ · Гун Сянъюй · Дин Ся · Линь Ли · Лю Сяотун · Сюй Юньли · Хуэй Жоци · Чжан Чаннин · Чжу Тин · Юань Синьюэ · Ян Фансюй · Янь Ни | Сербия · Тияна Бошкович · Йована Бракочевич · Бьянка Буша · Стефана Велькович · Бояна Живкович · Тияна Малешевич · Бранкица Михайлович · Елена Николич · Мая Огненович · Сильвия Попович · Милена Рашич · Йована Стеванович                                                      | США · Рэйчел Адамс · Фолуке Акинрадево · Кайла Бэнуорт · Алиша Гласс · Криста Хармотто-Дитцен · Джордан Ларсон · Карли Ллойд · Карста Лоу · Келли Мёрфи · Келси Робинсон · Кортни Томпсон · Кимберли Хилл                                                                                  |
| 2020, Токио          | США · Фолуке Акинрадево · Мишель Барч-Хакли · Хейли Вашингтон · Джастин Вонг-Орантес · Андреа Дрюс · Джордан Ларсон · Чиака Огбогу · Джордин Поултер · Келси Робинсон · Джордан Томпсон · Кимберли Хилл · Майка Хэнкок                                                                         | Бразилия · Камила Брайт · Габриэла Гимарайнс (Габи) · Фернанда Гарай (Фе Гарай) · Карол Гаттас · Тандара Кайшета · Макрис Карнейро · Ана Беатрис Корреа (Бия) · Розамария Монтибеллер · Наталия Перейра · Роберта Ратцке · Ана Каролина да Силва (Карол) · Ана Кристина де Соуза | Сербия · Майя Алексич · Ана Белица · Елена Благоевич · Тияна Бошкович · Бьянка Буша · Бояна Миленкович · Сладжана Миркович · Бранкица Михайлович · Майя Огненович · Мина Попович · Сильвия Попович · Милена Рашич                                                                          |
| 2024, Париж          | Италия · Екатерина Антропова · Катерина Бозетти · Анна Данези · Моника Де Дженнаро · Гая Джованнини · Карлотта Камби · Марина Лубиан · Ловет Оморуйи · Алессия Орро · Мириам Силла · Илария Спирито · Сара Фар · Паола Эгону                                                                   | США · Хейли Вашингтон · Джастин Вонг-Орантес · Андреа Дрюс · Лорен Карлини · Джордан Ларсон · Чиака Огбогу · Катрин Пламмер · Джордин Поултер · Дана Реттке · Келси Робинсон · Авери Скиннер · Джордан Томпсон · Майка Хэнкок                                                    | Бразилия · Наталия Араужу (Натинья) · Юлия Бергман · Габриэла Гимарайнс (Габи) · Ана Каролина да Силва (Карол) · Таиса Дахер ди Менезис · Диана Дуарте · Макрис Карнейро · Ниеме Коста · Розамария Монтибеллер · Роберта Ратцке · Тайнара Сантос · Ана Кристина де Соуза · Лоренн Тейшейра |

## Пляжный волейбол

### Мужчины

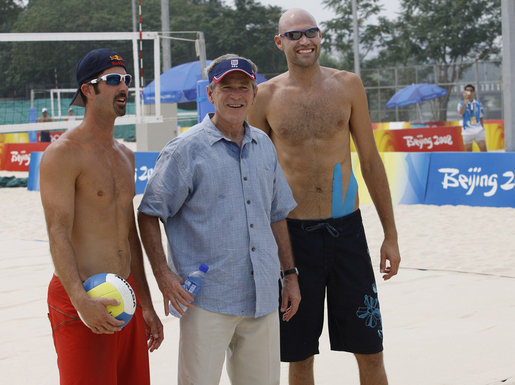
Тодд Роджерс (слева) и Филлип Дэлхоссер (справа) — олимпийские чемпионы Пекина

Медали в пляжном волейболе разыгрываются с 1996 года. Три раза побеждали американцы, две победы на счету бразильцев. Пока ни одному мужчине не удалось выиграть олимпийское золото в пляжном волейболе дважды.
| Игры                              | Золото                                        | Серебро                                        | Бронза                                          |
| 1996 Атланта см. подробнее        | США · Карч Кирай · Кент Стаффес               | США · Майкл Додд · Майк Витмарш                | Канада · Джон Чайлд · Марк Хиз                  |
| 2000 Сидней см. подробнее         | США · Дэйн Блантон · Эрик Фоноймоана          | Бразилия · Жозе Марко Мело · Рикардо Сантос    | Германия · Йорг Аман · Аксель Хагер             |
| 2004 Афины см. подробнее          | Бразилия · Рикардо Сантос · Эмануэл Рего      | Испания · Хавьер Босма · Пабло Эррера          | Швейцария · Штефан Кобель · Патрик Хойшер       |
| 2008 Пекин см. подробнее          | США · Тодд Роджерс · Филлип Дэлхоссер         | Бразилия · Марсио Араужу · Фабио Луис          | Бразилия · Рикардо Сантос · Эмануэл Рего        |
| 2012 Лондон см. подробнее         | Германия · Юлиус Бринк · Йонас Рекерман       | Бразилия · Эмануэл Рего · Алисон Серутти       | Латвия · Мартиньш Плявиньш · Янис Шмединьш      |
| 2016 Рио-де-Жанейро см. подробнее | Бразилия · Алисон Серутти · Бруно Оскар Шмидт | Италия · Даниэле Лупо · Паоло Николаи          | Нидерланды · Александер Брауэр · Роберт Меувсен |
| 2020 Токио см. подробнее          | Норвегия · Андерс Мол · Кристиан Сёрум        | ОКР · Вячеслав Красильников · Олег Стояновский | Катар · Шериф Юнуссе · Ахмед Тижан              |
| 2024 Париж см. подробнее          | Швеция · Давид Оман · Йонатан Хельвиг         | Германия · Нильс Элерс · Клеменс Виклер        | Норвегия · Андерс Мол · Кристиан Сёрум          |

### Женщины

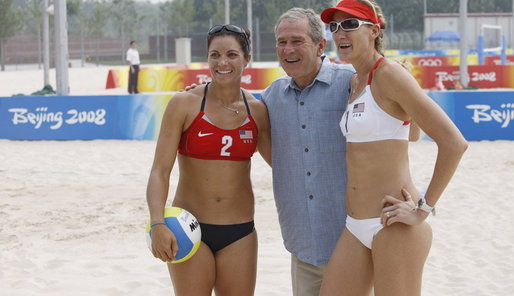
Мисти Мэй-Трейнор (слева) и Керри Уолш (справа) стали первыми трёхкратными олимпийскими чемпионками по пляжному волейболу

За 8 Олимпиад 4 победы на счету американок, два раза выигрывали бразильянки. Американки Керри Уолш Дженнингс и Мисти Мэй-Трейнор выиграли золото трижды подряд (2004, 2008 и 2012). Кроме них никто среди мужчин и женщин пока не выиграл даже два раза.
|                                   | Золото                                                | Серебро                                               | Бронза                                          |
| 1996 Атланта см. подробнее        | Бразилия · Джеки Силва · Сандра Пирес                 | Бразилия · Адриана Самуэл · Моника Родригес           | Австралия · Натали Кук · Керри Энн Поттсхарт    |
| 2000 Сидней см. подробнее         | Австралия · Натали Кук · Керри Энн Поттсхарт          | Бразилия · Адриана Беар · Шелда Беде                  | Бразилия · Адриана Самуэл · Сандра Пирес        |
| 2004 Афины см. подробнее          | США · Керри Уолш · Мисти Мэй                          | Бразилия · Адриана Беар · Шелда Беде                  | США · Холли Макпик · Элейн Янгз                 |
| 2008 Пекин см. подробнее          | США · Керри Уолш · Мисти Мэй-Трейнор                  | Китай · Тянь Цзя · Ван Цзе                            | Китай · Сюэ Чэнь · Чжан Си                      |
| 2012 Лондон см. подробнее         | США · Мисти Мэй-Трейнор · Керри Уолш                  | США · Эйприл Росс · Дженнифер Кесси                   | Бразилия · Ларисса Франса · Жулианна Фелисберта |
| 2016 Рио-де-Жанейро см. подробнее | Германия · Лаура Людвиг · Кира Валькенхорст           | Бразилия · Агата Беднарчук · Барбара Сейшас           | США · Эйприл Росс · Керри Уолш Дженнингс        |
| 2020 Токио см. подробнее          | США · Эйприл Росс · Аликс Клайнмен                    | Австралия · Мариафе Артачо дель Солар · Талика Клэнси | Швейцария · Анук Верже-Депре · Йоана Хайдрих    |
| 2024 Париж см. подробнее          | Бразилия · Ана Патрисия Рамос · Эдуарда Лижбоа (Дуда) | Канада · Мелисса Умана-Паредес · Брэнди Уилкерсон     | Швейцария · Таня Хюберли · Нина Бруннер         |

## Волейболисты, лидирующие по числу медалей
| Спортсмен(-ка)     | Страна   | Олимпиады        | Всего | Золото | Серебро | Бронза | Дисциплина                        |
| ------------------ | -------- | ---------------- | ----- | ------ | ------- | ------ | --------------------------------- |
| Ана Ибис Фернандес | Куба     | 1992—2004        | 4     | 3      | 0       | 1      | Волейбол                          |
| Кэрри Уолш         | США      | 2004—2016        | 4     | 3      | 0       | 1      | Пляжный волейбол                  |
| Инна Рыскаль       | СССР     | 1964—1976        | 4     | 2      | 2       | 0      | Волейбол                          |
| Сержио Сантос      | Бразилия | 2004—2016        | 4     | 2      | 2       | 0      | Волейбол                          |
| Джордан Ларсон     | США      | 2012—2024        | 4     | 1      | 2       | 1      | Волейбол                          |
| Сергей Тетюхин     | Россия   | 2000—2012        | 4     | 1      | 1       | 2      | Волейбол                          |
| Самуэле Папи       | Италия   | 1996—2004, 2012  | 4     | 0      | 2       | 2      | Волейбол                          |
| Карч Кирай         | США      | 1984, 1988, 1996 | 3     | 3      | 0       | 0      | Волейбол (2) Пляжный волейбол (1) |
| Регла Белл         | Куба     | 1992—2000        | 3     | 3      | 0       | 0      | Волейбол                          |
| Марленис Коста     | Куба     | 1992—2000        | 3     | 3      | 0       | 0      | Волейбол                          |
| Мирея Луис         | Куба     | 1992—2000        | 3     | 3      | 0       | 0      | Волейбол                          |
| Регла Торрес       | Куба     | 1992—2000        | 3     | 3      | 0       | 0      | Волейбол                          |
| Ммсти Мэй-Трейнор  | США      | 2004—2012        | 3     | 3      | 0       | 0      | Пляжный волейбол                  |
| Людмила Булдакова  | СССР     | 1964—1972        | 3     | 2      | 1       | 0      | Волейбол                          |
| Нина Смолеева      | СССР     | 1968—1976        | 3     | 2      | 1       | 0      | Волейбол                          |
| Юрий Поярков       | СССР     | 1964—1972        | 3     | 2      | 0       | 1      | Волейбол                          |
| Стив Тиммонс       | США      | 1984—1992        | 3     | 2      | 0       | 1      | Волейбол                          |
| Юмилка Руис        | Куба     | 1996—2004        | 3     | 2      | 0       | 1      | Волейбол                          |
| Вячеслав Зайцев    | СССР     | 1976, 1980, 1988 | 3     | 1      | 2       | 0      | Волейбол                          |
| Данте              | Бразилия | 2004—2012        | 3     | 1      | 2       | 0      | Волейбол                          |
| Жиба               | Бразилия | 2004—2012        | 3     | 1      | 2       | 0      | Волейбол                          |
| Родриган           | Бразилия | 2004—2012        | 3     | 1      | 2       | 0      | Волейбол                          |
| Масаюки Минами     | Япония   | 1964—1972        | 3     | 1      | 1       | 1      | Волейбол                          |
| Кацутоси Нэкода    | Япония   | 1964—1972        | 3     | 1      | 1       | 1      | Волейбол                          |
| Владимир Кондра    | СССР     | 1972—1980        | 3     | 1      | 1       | 1      | Волейбол                          |
| Келси Робинсон     | США      | 2016—2024        | 3     | 1      | 1       | 1      | Волейбол                          |
| Рикардо Сантос     | Бразилия | 2000—2008        | 3     | 1      | 1       | 1      | Пляжный волейбол                  |
| Эмануэл Рего       | Бразилия | 2004—2012        | 3     | 1      | 1       | 1      | Пляжный волейбол                  |
| Фолуке Акинрадево  | США      | 2012—2020        | 3     | 1      | 1       | 1      | Волейбол                          |
| Максим Михайлов    | Россия   | 2008, 2012, 2020 | 3     | 1      | 1       | 1      | Волейбол                          |
| Эйприл Росс        | США      | 2012—2020        | 3     | 1      | 1       | 1      | Пляжный волейбол                  |
| Элиа Соуза         | Бразилия | 1996, 2000, 2008 | 3     | 1      | 0       | 2      | Волейбол                          |
| Евгения Артамонова | Россия   | 1992, 2000, 2004 | 3     | 0      | 3       | 0      | Волейбол                          |
| Елена Тюрина       | Россия   | 1992, 2000, 2004 | 3     | 0      | 3       | 0      | Волейбол                          |
| Андреа Джани       | Италия   | 1996—2004        | 3     | 0      | 2       | 1      | Волейбол                          |
| Андреа Сарторетти  | Италия   | 1996—2004        | 3     | 0      | 2       | 1      | Волейбол                          |
| Паоло Тофоли       | Италия   | 1996—2004        | 3     | 0      | 2       | 1      | Волейбол                          |
| Алексей Кулешов    | Россия   | 2000—2008        | 3     | 0      | 1       | 2      | Волейбол                          |
| Вадим Хамутцких    | Россия   | 2000—2008        | 3     | 0      | 1       | 2      | Волейбол                          |
| Алессандро Феи     | Италия   | 2000, 2004, 2012 | 3     | 0      | 1       | 2      | Волейбол                          |